# Himinbjorg
Himinbjorg este o formație de black metal din Chambéry, Franța fondată în anul 1996.

## Legături externe
- Himinbjorg la Discogs